# Anne Ancelin Schützenberger
Pour les articles homonymes, voir Ancelin et Schutzenberger.
Anne Ancelin Schützenberger, née Anna Ancelin-Eynoch, le 29 mars 1919 à Moscou et morte le 23 mars 2018 à Paris 14e,,, est une psychologue, psychothérapeute et universitaire française. Elle est professeure émérite à l'université Nice-Sophia-Antipolis.
Elle est mondialement connue pour ses recherches sur la psychogénéalogie, et notamment pour son ouvrage Aïe, mes aïeux ! (première parution en 1988).

## Biographie
Anne Ancelin Schützenberger naît le 29 mars 1919 à Moscou, au sein d'une famille juive ashkénaze réformée. Elle est la fille de Simon Eynoch et Bella Rosenblum. Sa famille quitte la Russie, peu après sa naissance. Elle grandit à Paris et étudie au lycée Molière. Elle obtient son baccalauréat mathématiques et philosophie, puis elle s'inscrit à l'université, en droit, puis en psychologie.
Pendant la Seconde Guerre mondiale, elle participe activement à la Résistance, et au Mouvement de libération nationale. Sa maison est incendiée par des soldats allemands de la 2e division SS Das Reich (Wehrmacht), le 6 juin 1944, dans le centre de la France.
En 1948, elle épouse Marcel-Paul Schützenberger à Londres. Le couple a une fille, Hélène, en 1950.
En 1950, elle reçoit une bourse Fullbright pour se spécialiser en psychologie sociale et dynamique des groupes aux États-Unis pendant trois ans. Elle se forme auprès de Jacob Levy Moreno. De 1951 à 1952, elle participe à plusieurs stages à l'Institut Moreno (Beacon, New York). Elle obtient le diplôme américain « TEP » (Trainer Educator and Practitioner) et le diplôme Director of Moreno Institute.
Elle réalise une analyse avec Robert Gessain (Robert Gessen), qui devient son premier analyste, puis avec Françoise Dolto. Elle se forme ensuite au psychodrame avec Jacob Levy Moreno.
Au cours de ses premières années d'études et de pratique à l'étranger, elle travaille avec Carl Rogers, Margaret Mead, Gregory Bateson et Paul Watzlawick.
Elle crée avec Gérard Milhaud et quelques étudiants le Bulletin de Psychologie des Étudiants de l'Université de Paris (1947-48), qu'elle avait animé, et dont elle avait assumé la fonction de rédactrice en chef avec André Kirschen, puis seule jusqu’à son départ aux États-Unis.
Elle participe à l'organisation du Council pour la création d'une association internationale de psychothérapie de groupe, depuis 1950, puis cofonde l'Association Internationale de Psychothérapie de groupe (IAGP). Elle en est la première secrétaire générale, puis vice-présidente, et depuis 2003 « archiviste honoraire ».
En 1964, elle participe à l'organisation d'un congrès sur le psychodrame à la faculté de médecine de Paris, sous la présidence de Paul Sivadon, avec la participation de Moreno.
Elle soutient une thèse de psychologie sur le psychodrame et la psychogénéalogie puis est nommée professeure à l'Université de Nice. Elle y développe et perfectionne la technique du génosociogramme.

## Activités éditoriales
En 1985, elle publie Vouloir guérir et commence à aider des malades atteints de cancer en phase terminale, dont certains vivent encore[Quand ?]. Elle participe à la « Consultation Nationale sur le cancer ». En 2002, son livre Aïe mes aïeux ! est un best-seller. En 2004, elle enseigne la psychogénéalogie transgénérationnelle en Australie, en Argentine, en Suède et au Portugal.[réf. nécessaire]
Elle publie également Le Psychodrame et Ces enfants malades de leurs parents avec le docteur Ghislain Devroede.

## Postérité
Depuis 2015, l'association Moreno Museum à Turin, en Italie, réorganise et catalogue les archives professionnelles de la chercheuse pour les rendre disponibles à la recherche.

## Prix et distinctions
- Prix de l'Aide alliée à la Résistance (1945)
- Lauréate du 3e International Soroptimist Award (1946)
- Bourse Fullbright (1950)

## Publications
- Sociometrie avec la participation d'Abraham Moles et de Kurd Alsleben, Paris, Éditions Universitaires, 1972 (œuvre dédiée à Jacob Levy Moreno)
[lire en ligne]
- Contribution à l’étude de la communication non verbale, (épuisé), 1978.
- Le Jeu de rôle, Paris, ESF, 1981, (5e éd., 1999).
- Vouloir guérir, l’aide au malade atteint d’un cancer, Paris, Desclée de Brouwer, 1985, 9e éd. augm., 2004.
- Aïe, mes aïeux ! Liens transgénérationnels, secrets de famille, syndrome d’anniversaire, transmission des traumatismes et pratique du génosociogramme Paris, Desclée de Brouwer, 1988. (16e édition revue et augmentée le 4 septembre 2007) [Traductions anglaise, allemande, russe, portugaise, espagnole-argentine, italienne].
- The Ancestor Syndrome, Londres & New York, Routledge, 1998.
- Précis de psychodrame. Introduction aux aspects techniques. Paris, Éditions Universitaires, édition élargie 1972, 261 p. [Réédition revue et complétée, Le Psychodrame, Paris, Payot, 2003. [Traductions allemande, italienne, espagnol, suédoise, japonaise, turque (1980)].
- Le Psychodrame, Paris, Payot, 2003.
- Les secrets de famille, les non dits, et le syndrome d'anniversaire in Transmissions, Joyce Ain (dir.), Toulouse, Erès, 2003.
- Avec Ghislain Devroede, Ces Enfants malades de leurs parents, Paris, Payot, 2003.
- Sortir du deuil, surmonter son chagrin et réapprendre à vivre avec Evelyne Bissone Jeufroy, Paris, Payot, 2005.
- Avec Ghislain Devroede, Suffering in Silence, the legacy of unresolved sexual abuse, 2005.
- Contributions à une histoire de vie in Vincent de Gaulejac, dir. et coll., 2003-2004.
- Histoire de vie et choix théoriques - Femmes et Sciences Sociales - «Changement Social», Paris, L'Harmattan (diffusion).
- « Le Genosociogramme. Introduction à la psychologie transgénérationnelle » in « Le Genogramme », numéro spécial des Cahiers critiques de thérapie familiale et pratique de réseaux, Bruxelles, 2000, no 25, p. 61–83.
- Psychogénéalogie. Guérir les blessures familiales et se retrouver soi, Paris, Payot, 2007.
- Le Plaisir de vivre, Paris, Payot, 2009.
- Exercices pratiques de psychogénéalogie, Paris, Payot, 2011.
- Ici et maintenant. Vivons pleinement, Paris, Payot, 2013.
- La Langue secrète du corps, Paris, Payot, 2015.

## Pour approfondir